# Swiss School of Management
Swiss School of Management（スイス・スクール・オブ・マネージメント）はスイスで設立され、現在はローマとロンドンにキャンパスを置くインターナショナルビジネススクールである。

## 概要
1981年にスイスにて開校。アンダーグラジュエイトプログラムと共にポストグラジュエイトプログラムがあり、ビジネス・アドミニストレーションとホスピタリティーとツアーリズムマネージメントを専門とした学校である。ビジョンとしては、 "多文化・国際色豊かな環境で、才能を育み、スイスの教育を提供する場所として認証される事。 そして、自分自身とその周りの者達の生活の向上に向けて、積極的尚且つ勤勉的な者達が集まる場所になる事。"である。 

## 認証・認定・メンバーシップ
スイス・スクール・オブ・マネージメントのBBAそしてMBAプログラムは両方とも、US Department of Veterans Affairsから認定されている。この機関はアメリカ軍の兵士や、軍関係者等に継続した教育を与える機関である。
スイス・スクール・オブ・マネージメントは再び再認証をEduQuaより2010年まで受けている。EDUQUAとはスイス政府の高品質教育を認める機関である。またSwiss State Secretariat for Economic Affairs SECOからも高度教育の認定を受けている。
The Institute of Administrative Management (IAM) はスイス・スクール・マネージメントでのIAMのサーティフィケイトからアドバンス・ディプロマプログラムを認定している。IAMのアドバンス・ディプロマを修了した生徒はlink BA (Hons) Business Managementを受ける権利が与えられる。この学位はUniversity of Wales(UK)より受理する形になる。また、スイス・スクール・オブ・マネージメントはIAMより奨学金サポート制度を用いる事を許可されている。
スイス・スクール・オブ・マネージメントは品質認定をSQSから受けている。SQSは国際的に通用する認定と認証の受諾を主に行っている国際機関である。また、Swiss Accreditation Service (SAS) やInternational Certification Network (IQNet)によってSQSの認定はサポートされている。
スイス・スクール・オブ・マネージメントは IACBEの登録メンバーである。The International Assembly for Collegiate Business Education (IACBE) とは全世界に数あるビジネス・スクールの中において、生徒重視に務める学校の認定機関である。
スイス・スクール・オブ・マネージメントは メンバー として、BUSINETに登録されている。 BUSINETはヨーロッパ全土において共通するビジネス教育を築き上げる為に作られた機関である。

### Undergraduate programs　アンダーグラジュエイト
- Certificate in Administrative Management and Business Administration
- Certificate in International Hospitality and Tourism Management
- Diploma in Administrative Management and Business Administration
- Diploma in International Hospitality and Tourism Management
- Advanced Diploma in Administrative Management and Business Administration
- Advanced Diploma in International Hospitality and Tourism Management
- Bachelor of Business Administration awarded by European University R. Macedonia
- Bachelor of Arts (Honours) Business Management awarded by the University of Wales

### Postgraduate programs　ポストグラジュエイト
- Master of Business Administration(MBA)
- Executive Master of Business Administration(EMBA)
- Distance MBA

## 参考
- SSM Brochure
- EduQua

## リンク
- ホームページ